# غوردون موراي
غوردون موراي (بالإنجليزية: Gordon Murray)‏ هو سياسي بريطاني، ولد في 1927، وتوفي في 1 فبراير 2015.